# Zelandomyia ruapehuensis
Zelandomyia ruapehuensis là một loài ruồi trong họ Limoniidae. Chúng phân bố ở miền Australasia.